# Bande du Conservatoire

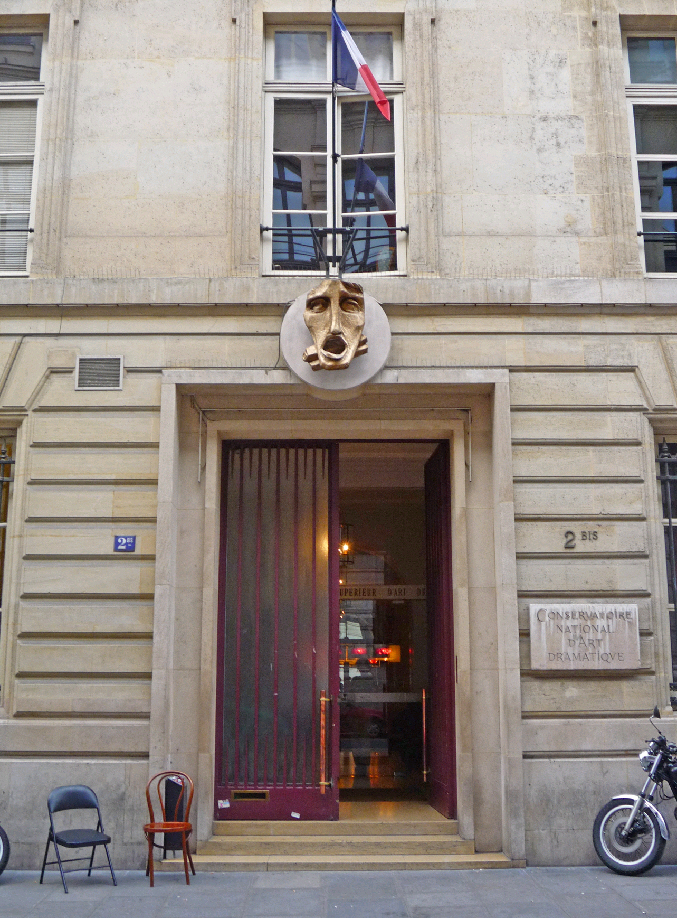
Le Conservatoire national supérieur d'art dramatique, 2 bis, rue du Conservatoire, à Paris.

La « bande du Conservatoire », également appelée « bande à Bébel », est un groupe de comédiens français, presque tous élèves du Conservatoire national supérieur d'art dramatique à Paris, constitué au début des années 1950.
Cette bande d'amis — qui a pour professeurs Louis Jouvet, Georges Le Roy et René Simon — réunit Annie Girardot (1931-2011), Françoise Fabian (1933-), Michel Beaune (1933-1990), Jean-Paul Belmondo (1933-2021), Guy Bedos (1934-2020), Bruno Cremer (1929-2010), Jean-Pierre Marielle (1932-2019), Jean-Pierre Mocky (1929-2019), Claude Rich (1929-2017), Jean Rochefort (1930-2017) et Pierre Vernier (1931-2024). À ce groupe se joint à la même époque Philippe Noiret (1930-2006), lequel n'est pas élève du Conservatoire.

Les principaux membres de la bande
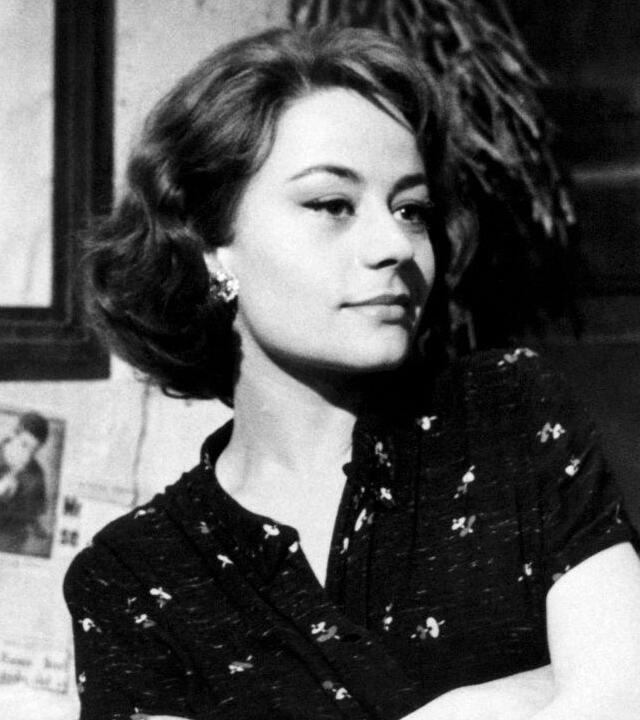
Annie Girardot
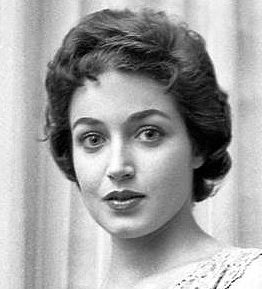
Françoise Fabian
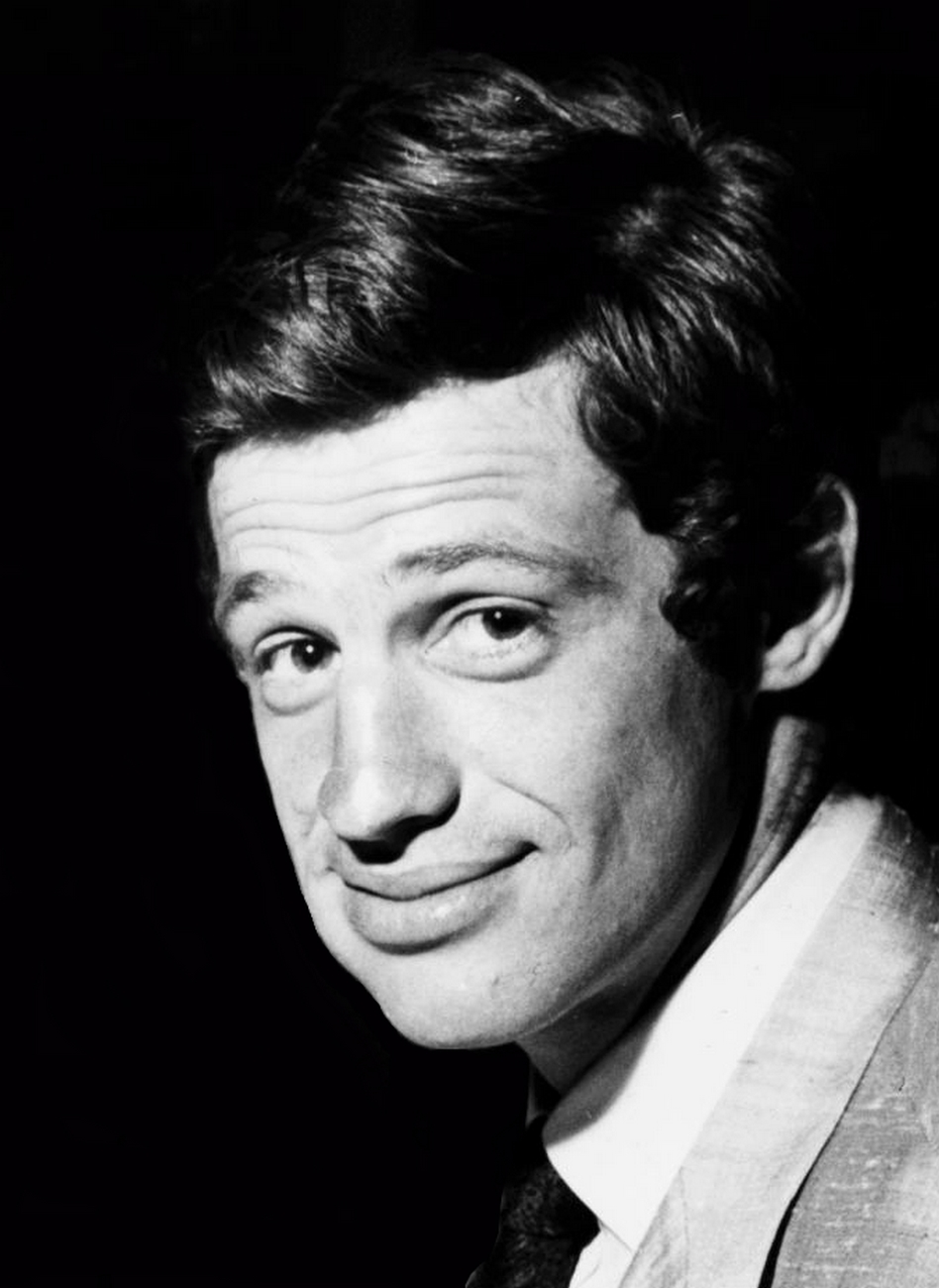
Jean-Paul Belmondo
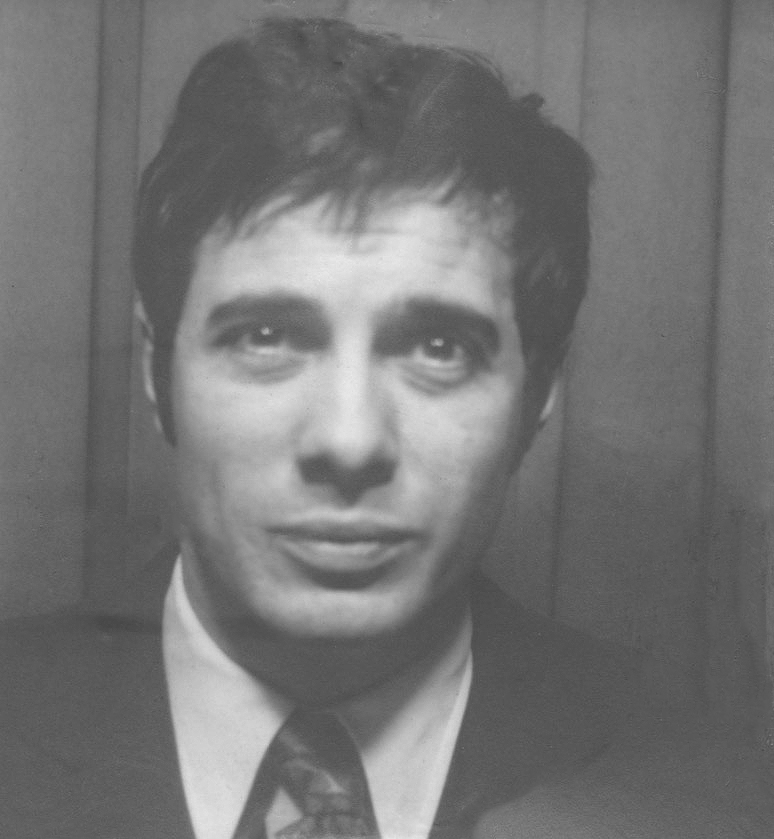
Guy Bedos
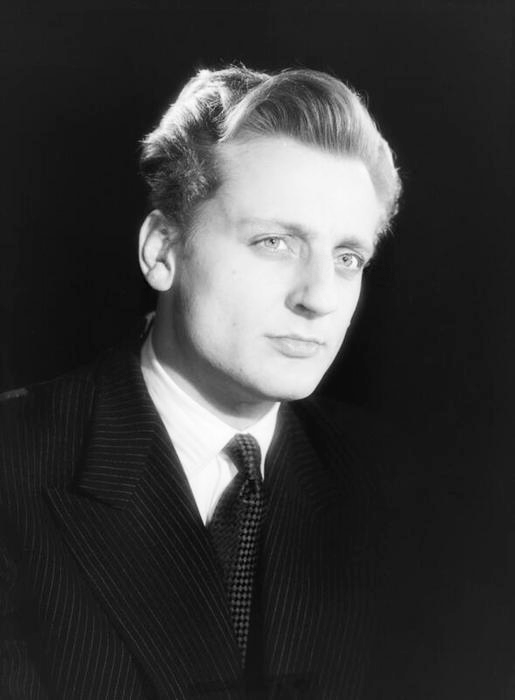
Bruno Cremer
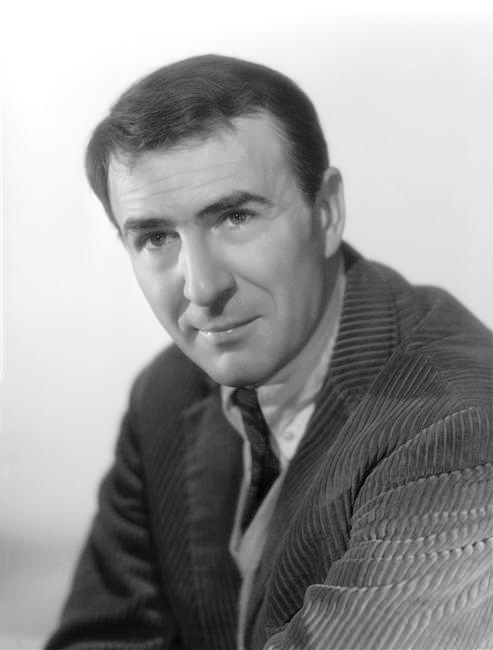
Jean-Pierre Marielle
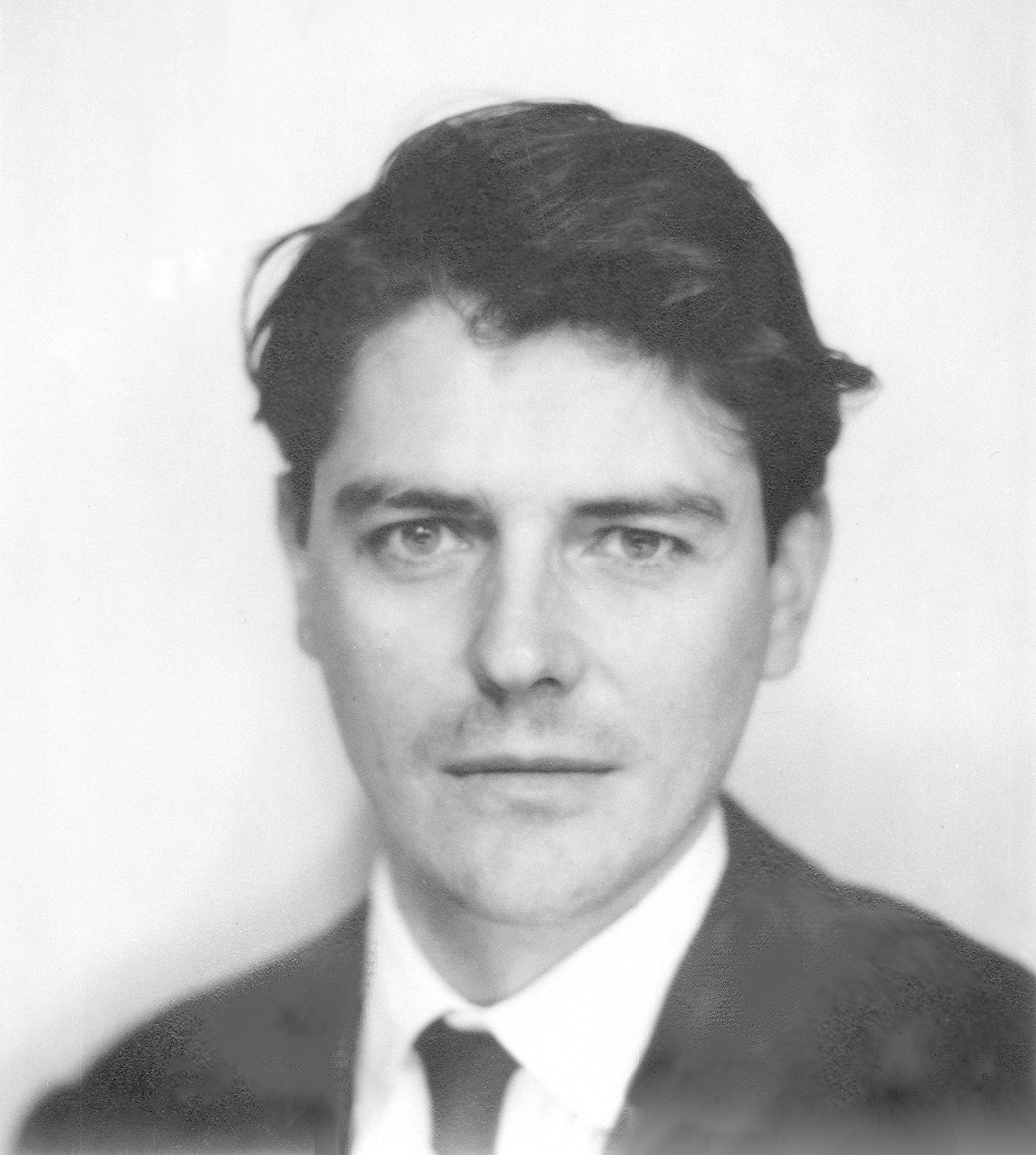
Jean-Pierre Mocky
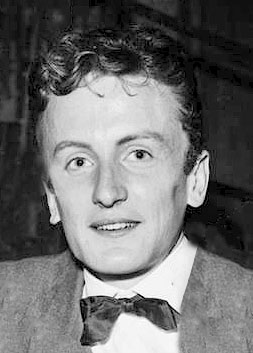
Claude Rich
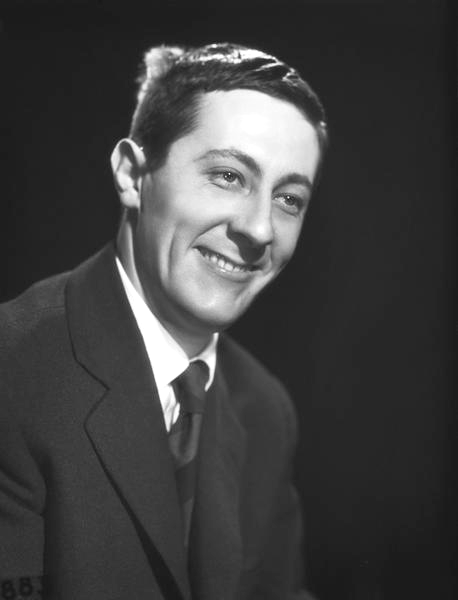
Jean Rochefort
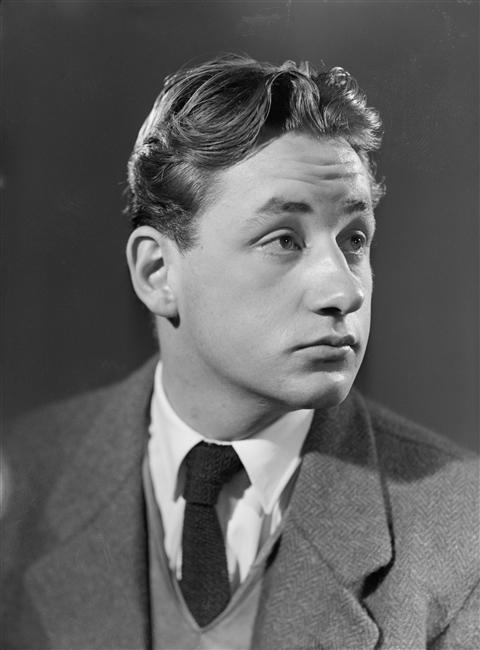
Philippe Noiret

Françoise Fabian, l'une des deux femmes de la bande évoque ses souvenirs et leurs lieux de rencontre en 2021 à l'annonce de la mort de Belmondo : « Ils m'ont prise sous leur aile, moi, la petite fille pauvre venue de sa province, habitant dans une chambre de bonne. J'étais leur petite copine, on se retrouvait Chez Paulette, un restaurant de la rue Ordener dans le XVIIIe. On se retrouvait aussi au Dôme à Montparnasse, et là on refaisait le monde ».
Le documentaire de Pascal Forneri, Rochefort, Marielle, Noiret : les copains d'abord, diffusé sur France 3 en décembre 2021, évoque la bande du Conservatoire.

### Vidéographie
- 2 bis, rue du Conservatoire, réal. Jean-Pierre Mocky, France 5, 2017